# Habitatge a la plaça de Mossèn Cinto, 4 (Lleida)
Habitatge a la plaça de Mossèn Cinto, 4 és una obra de Lleida.

## Descripció
Habitatge entre mitgeres de planta baixa, pis i golfa. Façana correcta i senzilla amb alineació d'obertures, tant horitzontalment com vertical. Murs de càrrega i façana arrebossada. Remat de formes ondulades molt properes al gust modernista.
L'illa on estava situat aquest edifici ha estat força modificada i actualment els edificis que l'ocupen són de nova construcció.